# حميضة البارقي
حُميضة بن النُّعمان بن حُميضة البارِقي الأزدي (نحو 58 ق هـ - 20 هـ / 565م - 640م)، من بني حميضة، من بارق، من الأزد: صحابيّ، أمير، من الولاة الشجعان. هو أحد الزعماء السادة، من بيت وجاهة ورياسة،وكان أبوه النعمان بن حميضة من أشراف العرب في الجاهلية، وفي ذلك قال ابن عبد ربه: «النعمان بن حميضة: جاهلي شريف».وكان حميضة بعد أبيه شريفا في العرب في الجاهلية والإسلام.
ذكره ابن الكلبي وابن فتحون في «الذّيل» من الصحابة، كما ذكره ابن حجر في الإصابة في تمييز الصحابة. ولما استنفر عمر بن الخطاب العرب بقوله: «والله لأضربن ملوك العجم بملوك العرب»، فكان في هؤلاء حميضة بن النعمان، وفي ذلك يروي الكلاعي عن المدائني قال:«انتدب - عمر بن الخطاب - من أهل اليمن: خولي بن عمرو، والحارث بن الحارث، وعمرو بن خوثعة، والقاسم بن عقيل، وحميضة بن النعمان - وسمى غيرهم - فحملوا الناس على خيول وبغال وحمير ودعوا الخيل العِراب».
قدم حميضة بن النعمان إلى المدينة المنورة على رأس ألف وخمسمائة فارس- وقيل سبعمائة - من قومه،وفي ذلك قال أحمد جودت باشا:«قدم على عمر كبار شجعان العرب المشهورين، وهم: حميضة بن النعمان وعمرو معدي كرب، كل منهم على رأس قبيلة». عقد عمر بن الخطاب لحميضة لواء الأزد، ثم وجهه إلى العراق في مقدمة أمراء جيش سعد بن أبي وقاص،وفي ذلك قال الطبري:«خرج سعد بن أبي وقاص من المدينة قاصدا العراق في أربعة آلاف، ثلاثة ممن قدم عليه من اليمن والسراة وعلى أهل السروات حميضة بن النعمان بن حميضة البارقي وهم بارق».
شهد حميضة معركة القادسية وما بعدها من المشاهد مع سعد بن أبي وقاص حتى فتح المدائن، وذكر الطبري أنّ سعد بن أبي وقاص أمّره على الطّلائع في أول سرية خرجت له قبل القادسية، ثم ذكر أنه أغار، فغنم غنائم، وأتى بها فقسمت بين المسلمين.وكان حميضة من فرسان فتوح العراق وله آثار شهيرة في القادسية ومقاماتٌ محمودةٌ وبلاءٌ حسن،وفيه يقول الشاعر عبيد الله الجعفي مادحًا:«يا ليت قومي كلهم حيامضة».
وبعد أن فتحت المدائن وحرر العراق من الوجود الساساني، عاد حميضة إلى بارق حيث ولاه عمر بن الخطاب واليا على السراة وما والاها من بلاد الأزد، قال المستشرق برايان أولريش: «ولى عمر بن الخطاب حميضة بن النعمان البارقي واليا على إقليم السراة».وله أخبار كثيرة ليس منها أكثر ما تتداوله العامة في بارق.

## سيرته وحياته

### النسب والنشأ
- هو: حميضة بن النعمان بن حميضة بن الحارث بن عوف بن عمرو بن سعد بن ثعلبةَ بن كنانة بن سعد بن عدي وهو بارق بن حارثة بن عمرو مزيقياء بن عامر ماء السماء بن حارثة الغطريف بن امريء القيس بن ثعلبة بن مازن بن الأزد.[3]

ولد حميضة في بيت شرف ونسب، فكان والده النعمان بن حميضة من أعلام العرب،والذي بحكمته ترنمت الأجيال من الجاهلية حتى الإسلام.وقد عد صاحب العقد الفريد والده من أشراف العرب كافة. وهكذا ترعرع حميضة في بيت شرف وسيادة، ونشأ، فكان من كبراء الأزد، ذوي الرأي، والفصاحة، والشجاعة، والدهاء.

### إسلامه
لم تذكر التراجم أي خبر عن وفادة حميضة إلى رسول الله، لكن من المؤكد أنه كان من ضمن وفد بارق سنة 9 هـ، حيث وفد جماعة من قبيلة بارق، فأخذوا أماكنهم في حضرة الرسول وتشرفوا بصحبته، وقد كتب رسول الله كتابًا لقبيلة بارق عند قدوم وفدهم.
ولقد ذكر الحافظ ابن حجر أن حميضة من الصحابة، واستدل على ذلك بأنه كان من الأمراء في خلافة عمر بن الخطاب. فقال العسقلاني في ترجمته بكتاب الإصابة في تمييز الصحابة: «حُميضة بن النُّعمان بن حُميضة البارِقي: ذُكر أن عمر أَمَّرَه على السراة ..وقد تقدّم أنهم كانوا لا يؤمّرون إلا الصّحابة».

### الردة
بعد وفاة الرسول، رفض حميضة ومن معه دفع الزكاة إلى المدينة المنورة، فكانت ردتهم حركة سياسية، لا دينية، ولم ينكروا استمرارية فريضة الزكاة، وإنما أنكروا وجوب دفعها إلى الخليفة، فكان حميضة بن النعمان سيد الأزد وخثعم وبجيلة، فاجتمعوا تحت إمرته، فبعث عامل الطائف عثمان بن أبي العاص بعثاً التقى بهم في شنوءة، فشتت جموعهم وفرَّقهم عن حُميضة، وأعادهم إلى سلطان الخليفة. وقال عثمان بن ربيعة:
ويتبيّن من طاعة القبائل له باختلاف أنسابها ومواطنها، أنه إمّا كان والياً للسراة في عهد رسول الله ﷺ، أو قد تكون سيادة وراثية عن آبائه على تلك القبائل. ويشهد على ذلك أنه لما اباح عمر بن الخطاب لمن سبق ارتداده أن ينضم إلى الجيوش الإسلامية، وفد حميضة إلى عمر على رأس قبائل الأزد  باختلاف مواطنها،ويظهر جلياً من انضوائهم تحت لوائه بأنه ذا رياسة وسيادة تعترف تلك القبائل له بها.

## القادسية

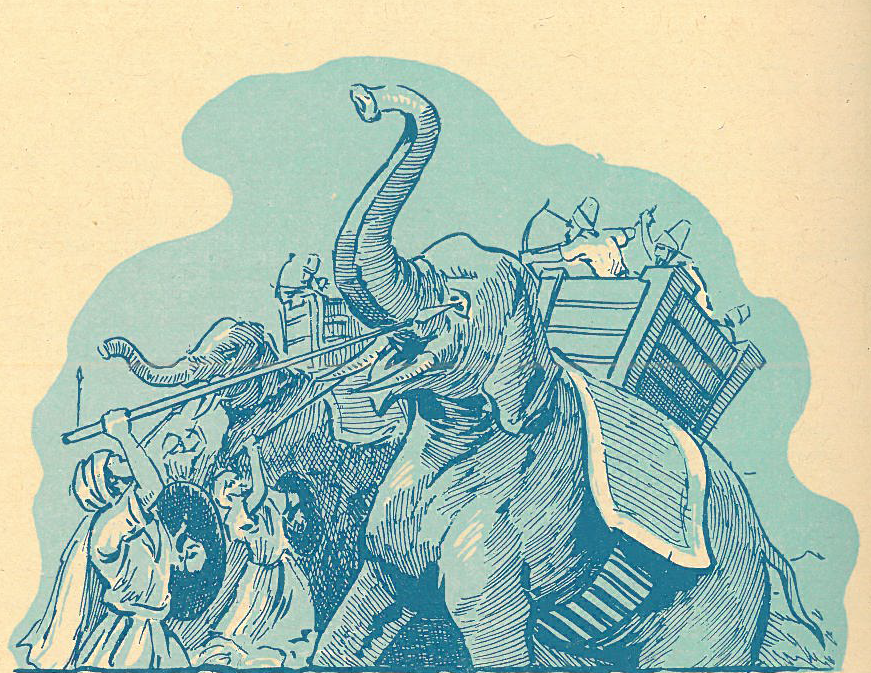
رسم تخيُّلي لِلمُسلمين وهم يُقاتلون الفيلة الحربيَّة الفارسيَّة.

كان حميضة بن النعمان من كبار الصحابة الزعماء الذين أنطلقوا حاملين رسالة الإسلام والحرية لجهاد الإمبراطورية الفارسية عندما استنفر أمير المؤمنين عمر بن الخطاب رؤساء قبائل العرب لجهاد الفرس الذي حشدوا جيشاً عظيماً بالعراق - سنة 14 هـ - فقال عمر: «والله لاضربن ملوك العجم بملوك العرب».
وقد ولى عمر بن الخطاب آنذاك سعد بن أبي وقاص على جيش المسلمين، وفي ذلك قال ابن خلدون:«وعين لذلك سعد بن أبى وقاص .. ثم سرحه في أربعة آلاف ممن اجتمع إليه فيهم حميضة بن النعمان بن حميضة على بارق». وقال ابن الأثير: «وَسَرَّحَهُ - عُمَرَ - فِيمَنِ اجْتَمَعَ إِلَيْهِ مِنْ نَفَرِ الْمُسْلِمِينَ، وَهُمْ أَرْبَعَةُ آلَافٍ، فِيهِمْ حُمَيْضَةُ بْنُ النُّعْمَانِ بْنِ حُمَيْضَةَ عَلَى بَارِقٍ».
وكان انطلاق حميضة بن النعمان عندما استنفر الخليفة عمر بن الخطاب رؤساء وقبائل العرب، وفي ذلك قال ابن خلدون: «وكتب إلى عمّاله على العرب أن يبعثوا إليه من كانت له نجدة أو فرس أو سلاح أو رأي»، وقد استجاب حميضة بن النعمان لدعوة الخليفة عمر، وقدم إلى المدينة المنورة على رأس سبعمائة فارس من فرسان الأزد، والتقى بالخليفة عمر بن الخطاب، وأقام فترة في المدينة، قال الطبري: «ثم سرحه فيمن اجتمع إليه بالمدينة من نفير المسلمين، فخرج سعد بن أبي وقاص من المدينة قاصدا العراق في أربعة آلاف، ثلاثة ممن قدم عليه من اليمن والسراة، وعلى أهل السروات حميضة بن النعمان بن حميضة البارقي ، وهم بارق وألمع وغامد وسائر إخوتهم في سبع مائة من أهل السراة».
وفي رواية أخرى نقلها أبو الربيع الكلاعي عن المدائني: «وانتدب - عمر بن الخطاب - من أهل اليمن: خولى بن عمرو، والحارث بن الحارث، وعمرو بن خوثعة، والقاسم بن عقيل، وحميضة بن النعمان، وسمى غيرهم، فحملوا الناس على خيول وبغال وحمير ودعوا الخيل العِراب. وأقام سعد بالمسلمين في مَنْزِلة من القادسية». ورواية الطبري كانت أكثر تفصيلاً وأغنى معلومات، بينما ما أورده المدائني كان أقل تفصيلاً، حيث ذكر حميضة بن النعمان ضمن رؤساء اليمن الذين عيّنهم عمر بن الخطاب في حرب القادسية من أهل اليمن - بمدلوله الواسع القديم - دون ذكر تفاصيل أخرى.
وعقد عمر بن الخطاب لواء إمارة القيادة لحميضة بن النعمان على الأزد، وكان لحميضة مكانة قيادية عالية في الجيش العربي الإسلامي الذي انطلق من المدينة بمعية الأمير سعد بن أبي وقاص إلى القادسية، فلما وصلوا القادسية نزلوا ما بين الخندق والعتيق واختط سعد قصره في العذيب، بينما كان عمر بن الخطاب يرسل الإمدادات إليه من أبو عبيدة بالشام، ثم أتى جيش الفرس بقيادة رستم فنزلوا بمنطقة القادسية، فاندلعت الحرب. فكان حميضة بن النعمان من القادة الذين كان لهم إسهام في تحقيق النصر على جيش الإمبراطورية الفارسية في معركة القادسية سنة 15 هـ.
قالت الدكتورة نوال ناظم: «حميضة بن النعمان البارقي من الأزد: صحابي من السادة الشجعان، رأس الأزد في أيامه وقائدهم في معركة القادسية».

### غارة تموينية

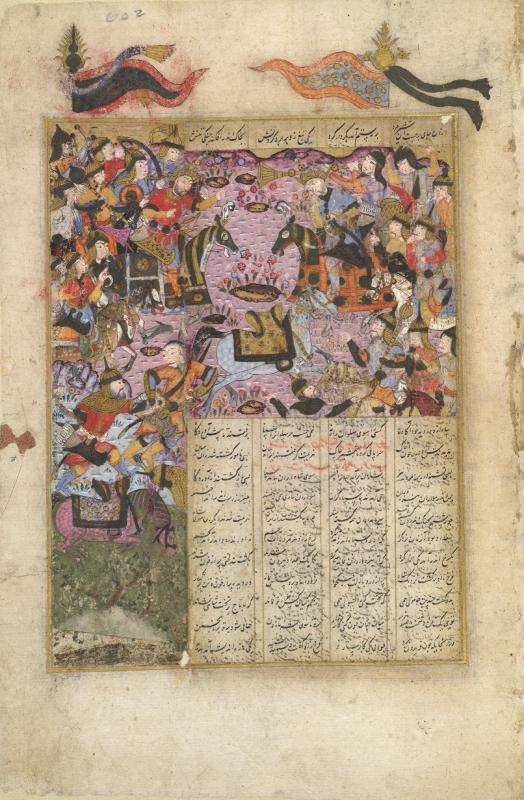
رسم فارسي لمعركة القادسيَّة التي كانت فُتحت على أثرها أبواب العراق.

قبيل معركة القادسية طلب قائد الجيش سعد بن أبي وقاص من حميضة القيام بغارة تموينية لاستنزاف العدو وذلك فور وصولهم إلى أرض العدو وتمركزهم فيها، فقد بعث سعد بن أبي وقاص قادة الطلائع سواد بن مالك وحميضة بن النعمان البارقي بعثهما في مائة ومائة لكي يقوموا بغارة تموينية؛ فأغروا على النهرين. وكان سعد قد نهاهما إذ بعثهما أن يمعنا ويبتعدا كثيراً.
وأسرعت عيون رستم تنقل إليه أخبارهم فأرسل إليهم خيلاً. وبالمثل بلغ سعداً أن خيله أوغلت وبعدت إلى قرب النجف، فدعا عاصم بن عمرو التميمي وأرسله في أثر حميضة وسواد يقتصهم فسلك نفس طريقهم. فلقيهم عاصم بين النهرين وقد أحاطت بهم خيل رستم تريد استخلاص ما بين أيديهم من غنيمة.
قال سواد لحميضة: «اختر إما أن تقيم لهم وأستاق الغنيمة، أو أقيم لهم وتستاق الغنيمة». قال حميضة: «أقم أنت لهم وشاغلهم عني وأنا أبلغ الغنيمة». فأقام لهم سواد وعاد حميضة بالغنائم. فلقيه عاصم بن عمرو في الطريق، فظن حميضة حين رآه على بُعد أنها خيل أخرى من خيول الفرس فانحرف عن طريقها، ولكنهما ما لبثا أن تعارفا، فساق حميضة غنيمته نحو القادسية ومضى عاصم إلى سواد.
وصنعت غارت حميضة وسواد هزة نفسية للفرس، وكان له أثر عظيم عليهم، حيث وهم على بُعد حوالي أربعين كيلو مترًا من القادسية ما زالوا يقيمون الغارات التموينية على جيش فارس.

### حميضة يوم القادسية
في الهرير ليلة يوم القادسية آخر أيام المعركة: كان تجاه المسلمون كتيبة من كتائب العجم عليهم السلاح التام ودروع الحديد فزحف المسلمون إليهم، والتحموا بهم، فرأوا أن السيوف غير مؤثرة ولا تعمل في الحديد، فارتدعوا عنهم. قال حميضة بن النعمان: «مالكم»؟ فقالوا : «لا يجوز فيهم السلاح». فقال حميضة: «كما أنتم حتى أريكم»، وحمل على رجل منهم فداوره حتى دق ظهره بالرمح ثم التفت إلى أصحابه يبشرهم ويشجعهم ويقول: «ما أراهم إلا يموتون دونكم». فلما رأى الآخرون صنيع حميضة تجرأوا وحاربوا ببسالة حتى قضوا على الكتيبة كلها.

## ولاية حميضة للسراة
إن آخر الأنباء الموثوقة عن حميضة بن النعمان هو مشاركته في القادسية، ثم عاد حميضة من العراق إلى اليمن بعد الانتصار الضخم على الإمبراطورية الفارسية، وكانت مكافأة الخليفة عمر بن الخطاب لحميضة أن أَمَّرَه أميرًا على السراة وما ولاها من بلاد. وكان سائر الذين ولاهم عمر بن الخطاب على الولايات والأمصار من أصحاب رسول الله ﷺ.
وكانت السراة - بمدلولها الواسع القديم - تشمل سراة جرش، سراة الأزد، سراة خثعم وبجيلة، ونجودها وأغوارها من بلاد؛ وهي منطقة عسير والباحة حالياً. وكان تولي حميضة الإمارة في منتصف سنة 16هـ، وذلك بعد أشهر من معركة القادسية. وأقام حميضة في بارق عاملاً لخليفة المسلمين عمر بن الخطاب وواليًا على السراة بمدلولها الواسع القديم حتى وفاته، وله من المآثر الشعبية في بارق الكثير، وإليه تنسب العديد من الآبار والمنشآت.

### هوامش
1. ↑  في رواية أخرى ألف وخمسمائة مقاتل، طالع شعر الفتوح الإسلامية في صدر الإسلام. نسخة محفوظة 21 ديسمبر 2019 على موقع واي باك مشين.
2. ↑  وتجدر الإشارة إلى أن رؤساء جيوش أهل اليمن الذين ذكرهم الطبري خلاف من ذكرهم المدائني، بإستثناء حميضة بن النعمان ذُكر في الروايتين والوجهين.